# Kościół św. Antoniego w Gołogłowach
Kościół św. Antoniego w Gołogłowach – zabytkowy kościół we wsi Gołogłowy.
Kościół filialny parafii w Kłodzku wybudowany około 1800.